# Proètides
Els proètides (Proetida) són un ordre de trilobits que van viure des de l'Ordovicià fins al Permià. Va ser l'últim ordre de trilobits a extingir-se, i finalment es va extingir en l'extinció del Permià-Triàsic.